# Трафальгарское кладбище
Трафальгарское кладбище (англ. Trafalgar Cemetery) — старое кладбище на Гибралтаре.
Кладбище Саутпорт-Дитч было открыто и освящено в июне 1798 года, в 1805 году переименовано в честь Трафальгарской битвы и использовалось для захоронений до 1814 года. Несмотря на название, на нём похоронены лишь два участника сражения, умершие от ран, — лейтенанты Уильям Форстер и Томас Норман. Большинство погибших в битве были захоронены в море, а тело адмирала Горацио Нельсона было доставлено в Лондон. Остальные умершие от ранений похоронены в других местах.
Большинство похороненных на кладбище — жертвы трёх эпидемий жёлтой лихорадки 1804, 1813 и 1814 годов. Остальные захоронения принадлежат погибшим в Битве при Альхесирасе (1801), Осаде Кадиса (1810) и Малаги (1812).
Известны имена 68 похороненных на Трафальгарском кладбище, хотя захоронений больше.